# Iphisa elegans
Iphisa elegans es una especie de reptil de la familia Gymnophthalmidae en el orden Squamata y única representante del género Iphisa. Aunque bajo este nombre probablemente se incluyan diversas especies crípticas.
Esta lagartija se distribuye por los bosques de selva tropical de la mayor parte de la cuenca amazónica. Es una especie diurna y terrestre, viviendo en la hojarasca del bosque. Se alimenta de pequeños invertebrados que caza de manera activa. Si se ve amenazada puede desprenderse de la cola para distraer a sus depredadores.
Es de color marrón dorsalmente, con dos bandas dorsolaterales claras, y los flancos negros. El vientre es blanquecino. Es de pequeño tamaño y se caracteriza por tener las escamas suaves y brillantes como los miembros de la familia Scincidae y por tener dos filas de escamas dorsales y ventrales.